# Higehiro
Higehiro (ひげを剃る。そして女子高生を拾う。, Hige o soru. Soshite joshi kōsei o hirou., litt. « Se raser la barbe. Puis ramasser une lycéenne. ») est une série de light novel japonaise du genre comédie romantique écrite par Shimesaba et illustrée par booota. Elle est initialement publiée en ligne entre mars 2017 et août 2018 sur le site de partage de textes de Kadokawa, Kakuyomu. Elle est ensuite éditée par Kadokawa Shoten et cinq volumes paraissent entre février 2018 et juin 2021 sous le label Kadokawa Sneaker Bunko. Une adaptation en manga dessiné par Imaru Adachi est prépubliée dans le magazine Monthly Shōnen Ace de Kadokawa Shoten depuis novembre 2018 jusqu'à janvier 2025. Une version française du manga est éditée par Noeve grafx. Une adaptation en série d'animation par le studio Project No.9 est diffusée entre avril et juin 2021.

## Synopsis
Le jeune employé de bureau Yoshida avait enfin trouvé le courage d'avouer ses sentiments pour son employeuse et béguin de longue date Airi Gotou. Malheureusement, il est rejeté et part noyer son chagrin dans la boisson avec son collègue et meilleur ami Hashimoto. En rentrant chez lui en état d'ébriété, il rencontre Sayu Ogiwara, une lycéenne adolescente qui demande à passer la nuit avec lui. Il la laisse entrer par pitié et parce qu'il est trop épuisé pour discuter, se disant qu'il la chassera le lendemain. Le lendemain, maintenant sobre, Yoshida demande à Sayu comment elle s'est retrouvée dans son appartement : elle révèle qu'elle s'est enfuie de sa famille et de sa maison à Hokkaidō et qu'elle s'est prostituée à des hommes au hasard en échange d'un logement. Connaissant maintenant son histoire, Yoshida se sentant mal pour elle se retrouve incapable de la chasser de sa maison et leur vie commune commence.

## Personnages
Yoshida (吉田)
Voix japonaise : Kazuyuki Okitsu
Employé de bureau de 26 ans, il a les cheveux noirs courts, les yeux bruns, un visage plutôt convenable et un corps bien bâti. Ayant vécu seul la majeure partie de sa vie, Yoshida est devenu une personne très indépendante. C'est un employé exceptionnel et fiable, toujours dévoué à son travail ; il fait des heures supplémentaires tous les jours et aide même à alléger la charge de travail de ses collègues. Il a été rejeté par une collègue et alors qu'il rentrait chez lui, ivre, il a vu une adolescente sous un lampadaire.
Sayu Ogiwara (荻原 沙優, Ogiwara Sayu)
Voix japonaise : Kana Ichinose,
Une lycéenne fugueuse d'Asahikawa à Hokkaido, qui survit en séduisant des hommes et en dormant où elle peut avant de rencontrer Yoshida sous un lampadaire. Elle dort dans l'appartement de Yoshida, pour le moment. Elle trouve un emploi à temps partiel dans une supérette à Tokyo. Elle est en fait issue d'une famille aisée, mais a quitté la maison en raison de problèmes familiaux.
Airi Gotō (後藤 愛依梨, Gotō Airi)
Voix japonaise : Hisako Kanemoto
La patronne de Yoshida dans la société informatique pour laquelle il travaille et celle pour laquelle il éprouve des sentiments. C'est une belle femme mûre à la peau claire, aux cheveux bruns soyeux, attachés ou tressés sur le côté droit, aux yeux bruns, avec un grain de beauté sous l'œil gauche et une énorme poitrine. Au début de l'histoire, elle rejette Yoshida et prétend qu'elle aime quelqu'un d'autre, mais c'est un mensonge et elle a des sentiments pour lui.
Yuzuha Mishima (三島 柚葉, Mishima Yuzuha)
Voix japonaise : Kaori Ishihara
La junior et mentor de Yoshida dans la société informatique, qui a secrètement des sentiments pour lui. Elle a généralement une personnalité décontractée et reste détendue et imperturbable même si les délais et les tâches s'accumulent. Bien qu'elle soit tout à fait capable de faire son travail efficacement, elle choisit de ne pas faire d'efforts car elle pense que le surmenage entraîne la mort. Au lieu de cela, elle utilise à son avantage le favoritisme dont elle bénéficie de la part de ses supérieurs.
Hashimoto (橋本)
Voix japonaise : Yūsuke Kobayashi
Le collègue et ami de Yoshida. C'est un jeune homme aux cheveux noirs et aux yeux bruns. Il porte une paire de lunettes. Il s'entend avec tout le monde dans l'entreprise et ,s'il n'est pas aussi sérieux dans son travail que Yoshida, il fait quand même son travail. Il plaisante beaucoup pour détendre l'atmosphère et taquine souvent Yoshida.
Asami Yūki (結城 あさみ, Yūki Asami)
Voix japonaise : Natsumi Kawaida
Une lycéenne et la meilleure amie de Sayu, qui travaille à temps partiel dans la même supérette. Elle est une gyaru. Elle vient d'une famille aisée, mais n'est pas en bons termes avec ses parents.
Aoi Kanda (神田 蒼, Kanda Aoi)
La première petite amie de Yoshida. Elle rejoindra plus tard son entreprise.
Kyouya Yaguchi (矢口 - 鏡夜, Yaguchi Kyouya)
Voix japonaise : Ryōta Ōsaka
Kyouya est l'un des nombreux clients de Sayu, qui lui a proposé de rester chez lui en échange de faveurs sexuelles. Il trouve ensuite un emploi dans la même supérette que Sayu et Asami.
Issa Ogiwara (荻原 一颯, Ogiwara Issa)
Voix japonaise : Kohsuke Toriumi
Le frère aîné de Sayu, qui est le président et le directeur général de l'entreprise alimentaire de leur famille.
Mme. Ogiwara (沙優と一颯 の母, Sayu to Issa no haha)
Voix japonaise : Ryoka Yuzuki
La mère de Sayu et Issa, qui travaille pour la Ogiwara Foods Corporation avec son fils. Elle semble se soucier davantage des succès et des besoins d'Issa que de ceux de sa fille ; lorsque Sayu vivait encore à la maison (même lorsqu'elle était enfant), elle lui témoignait rarement de l'amour ou de l'affection parentale, se montrant souvent dure et froide à son égard (elle pouvait aussi être violente, mentalement et physiquement) ; elle allait même jusqu'à interdire à sa fille de fréquenter ses amis. Quelques années plus tôt, alors qu'elle était enceinte de Sayu, son mari, qui la trompait constamment avec d'autres femmes, était déjà passé à une autre et voulait qu'elle avorte, mais elle a refusé, ce qui a conduit à la naissance de Sayu. Pour elle, Sayu est simplement devenue une preuve et un rappel douloureux que son mari ne fait plus partie de la vie de sa famille.
Yuuko Masaka (真坂 結子, Masaka Yuuko)
Voix japonaise : Manaka Iwami, voix française : Emily Fajardo
Une des amies proches de Sayu, originaire d'Hokkaido et camarade de classe du lycée Asahikawa Dairoku. En raison de sa beauté, elle était souvent victime de brimades de la part d'autres filles jalouses d'elle, ce qui l'a amenée à se suicider en sautant du toit de son école, laissant Sayu désemparée. Les conséquences de sa mort ont aggravé les tensions entre Sayu et sa mère, qui pensait que Sayu était celle qui avait poussé son amie au suicide. Le fait d'être constamment blâmée pour la mort de son amie a conduit Sayu à quitter la maison et à devenir émotionnellement instable.

## Light novel
La série de light novel est écrite par Shimesaba et illustrée par booota. Elle est publiée en ligne entre mars 2017 et août 2018 sur le site de publication de textes de Kadokawa, Kakuyomu. Elle est ensuite publiée par Kadokawa Shoten et cinq volumes paraissent entre février 2018 et juin 2021 sous le label Kadokawa Sneaker Bunko. La série se termine avec son cinquième volume, sorti le 1er juin 2021.

### Liste des volumes
| no | Japonais         | Japonais          |
| no | Date de sortie   | ISBN              |
| -- | ---------------- | ----------------- |
| 1  | 1er février 2018 | 978-4-04-106475-7 |
| 2  | 1er juin 2018    | 978-4-04-107084-0 |
| 3  | 1er janvier 2019 | 978-4-04-107085-7 |
| 4  | 1er août 2020    | 978-4-04-108260-7 |
| 5  | 1er juin 2021    | 978-4-04-108262-1 |

## Manga
Une adaptation en manga dessinée par Imaru Adachi est prépubliée dans le magazine Monthly Shōnen Ace de Kadokawa Shoten depuis novembre 2018 jusqu'à janvier 2025. Ses chapitres sont rassemblés en volumes tankōbon, avec douze tomes parus au 25 octobre 2024. Une version française du manga est annoncée par Noeve grafx pour le 4 novembre 2022.

### Liste des volumes
| no | Japonais         | Japonais          | Français        | Français          |
| no | Date de sortie   | ISBN              | Date de sortie  | ISBN              |
| -- | ---------------- | ----------------- | --------------- | ----------------- |
| 1  | 25 mai 2019      | 978-4-04-108351-2 | 4 novembre 2022 | 978-2-3831-6228-5 |
| 2  | 26 octobre 2019  | 978-4-04-108857-9 | 14 avril 2023   | 978-2-3831-6448-7 |
| 3  | 26 mai 2020      | 978-4-04-109452-5 | 2 juin 2023     | 978-2-3831-6332-9 |
| 4  | 25 novembre 2020 | 978-4-04-109453-2 | 9 février 2024  | 978-2-3831-6618-4 |
| 5  | 26 mars 2021     | 978-4-04-111204-5 | —               | 978-2-3831-6715-0 |
| 6  | 26 août 2021     | 978-4-04-111707-1 | —               |                   |
| 7  | 25 février 2022  | 978-4-04-111708-8 | —               |                   |
| 8  | 26 juillet 2022  | 978-4-04-112721-6 | —               |                   |
| 9  | 26 décembre 2022 | 978-4-04-113268-5 | —               |                   |
| 10 | 26 juin 2023     | 978-4-04-113828-1 | —               |                   |
| 11 | 26 février 2024  | 978-4-04-114553-1 | —               |                   |
| 12 | 25 octobre 2024  | 978-4-04-115179-2 | —               |                   |
| 13 | 24 mars 2025     | 978-4-04-115821-0 | —               |                   |

## Anime
Le 26 décembre 2019, une adaptation en série d'animation est annoncée par Kadokawa Sneaker Bunko. L'adaptation est produite par Dream Shift, animée par Project No.9 et réalisée par un réalisateur sous le pseudonyme de Manabu Kamikita, avec Deko Akao s'occupant de la composition de la série et Takayuki Noguchi concevant les personnages. Tomoki Kikuya compose la musique de la série. La série de 13 épisodes est diffusée entre le 5 avril et le 28 juin 2021 sur AT-X, Tokyo MX et BS11,. Dialogue + interprète la chanson thème d'ouverture de la série Omoide shiritori, tandis que Kaori Ishihara interprète la chanson thème de fin de la série, Plastic Smile. Crunchyroll diffuse la série en dehors de l'Asie du Sud-Est. Muse Communication diffuse la série en Asie du Sud-Est et en Asie du Sud.

### Liste des épisodes
| No | Titre français                        | Titre japonais     | Titre japonais                 | Date de 1re diffusion |
| No | Titre français                        | Kanji              | Rōmaji                         | Date de 1re diffusion |
| -- | ------------------------------------- | ------------------ | ------------------------------ | --------------------- |
| 1  | La lycéenne sous le poteau électrique | 電柱の下の女子高生 | Denchū no shita no joshi kōsei | 5 avril 2021          |
| 2  | Le portable                           | 携帯               | Keitai                         | 12 avril 2021         |
| 3  | Vie commune                           | 共同生活           | Kyōdō seikatsu                 | 19 avril 2021         |
| 4  | Le job                                | バイト             | Baito                          | 26 avril 2021         |
| 5  | Réalité                               | 現実               | Genjitsu                       | 3 mai 2021            |
| 6  | Ciel étoilé                           | 星空               | Hoshizora                      | 10 mai 2021           |
| 7  | S’énamourer                           | 恋慕               | Renbo                          | 17 mai 2021           |
| 8  | Le festival d’été                     | 夏祭り             | Natsumatsuri                   | 24 mai 2021           |
| 9  | Le passé                              | 過去               | Kako                           | 31 mai 2021           |
| 10 | La preuve                             | 証明               | Shōmei                         | 7 juin 2021           |
| 11 | Résolution                            | 覚悟               | Kakugo                         | 14 juin 2021          |
| 12 | La mère                               | 母親               | Hahaoya                        | 21 juin 2021          |
| 13 | L’avenir                              | 未来               | Mirai                          | 28 juin 2021          |

## Accueil
La série de light novels compte plus de 400 000 exemplaires en circulation, copies numériques incluses. La série se classe 4e dans la catégorie bunkobon du Kono light novel ga sugoi! de 2019.